# Mammillaria carretii
Mammillaria carretii ist eine Pflanzenart aus der Gattung Mammillaria in der Familie der Kakteengewächse (Cactaceae). Das Artepitheton carretii ehrt Herrn Carret, von dem keine weiteren Daten bekannt sind.

## Beschreibung
Mammillaria carretii wächst einzeln.  Die kugeligen bis kurz zylindrischen Pflanzenkörper werden 5 bis 6 Zentimeter im Durchmesser groß. Die leicht zylindrischen, weichfleischigen  Warzen haben keinen Milchsaft. Die Axillen sind zunächst wollig, später nackt mit 1 bis 4 Borsten. Die Dornen sind fein flaumenhaarig. Ein gehakter, pfriemlich bräunlicher Mitteldorn mit 1,4 bis 1,8 Zentimeter Länge ist vorhanden. Die 12 bis 14 Randdornen sind nadelig, leicht gebogen, gelblich und werden bis zu 1,3 Zentimeter lang.
Die trichterig creme-weißen Blüten haben einen rosa Mittelstreifen. Sie sind bis zu 2,5 Zentimeter und 1,5 Zentimeter im Durchmesser groß. Die schlanken grünen Früchte enthalten braune Samen.

## Verbreitung, Systematik und Gefährdung
Mammillaria carretii ist in den mexikanischen Bundesstaaten Coahuila und Nuevo León verbreitet.
Die Erstbeschreibung erfolgte 1898 durch Karl Moritz Schumann. Nomenklatorische Synonyme sind Chilita carretii Orcutt (1926), Ebnerella carretii (Rebut ex K.Schum.) Buxb. (1951) und Dolichothele carretii (Rebut ex K.Schum.) Doweld (2000).
In der Roten Liste gefährdeter Arten der IUCN wird die Art als „Vulnerable (VU)“, d. h. als gefährdet geführt.

## Nachweise